# الاتجار بالبشر في تايلاند
تعتبر تايلاند وجهة عبور رئيسية للرجال والنساء والأطفال من ضحايا العمل القسري والاتجار بالجنس. حيث يجتذب الرخاء النسبي للبلاد المهاجرين الفقراء من البلدان المجاورة. خلال العنف الذي تعرضت له بورما عرفت التايلاند هجرة غير شرعية ونزوحا لأعداد كبيرة من الفارين الذين تعرضوا للاستعباد القسري أو الاستغلال الجنسي من قبل تجار البشر. في عام 2019، وضع مكتب وزارة الخارجية الأمريكية لمراقبة ومكافحة الاتجار بالبشر التايلاند في «المرتبة الثانية على مستوى العالم».

## الخلفية
تعتبر تايلاند مقصدا للعديد من المهاجرين غير الشرعيين من البلدان المجاورة الراغبين في الحصول على وظائف ذات رواتب أفضل. ويشكل صيد الأسماك، والبناء، والزراعة، والعمل المنزلي القطاعات الأربع المحورية في الاقتصاد التايلاندي والتي تعتمد بشكل كبير على المهاجرين البورميين غير الحاملين للوثائق الرسمية وغيرهم من الأقليات العرقية من ميانمار، بما في ذلك الأطفال. كثير من هؤلاء المهاجرين معرضون بشكل خاص لاستغلال القسري بسبب انعدام الحماية القانونية، ويتعرضون لظروف مزرية في هذه القطاعات. من بين هؤلاء المهاجرات النساء اللواتي يتم إلحاقهن بالعمل في تجارة الجنس. يتم تهريب الأطفال من بورما ولاوس وكمبوديا بغرض التسول والعمل القسري في تايلاند أيضًا.
غالبا ما يتعرض بعض التايلانديين الذين يهاجرون إلى دول منخفضة المستوى المعيشي بموجب عقود عمل محددة المدة مثل تايوان وكوريا الجنوبية وإسرائيل والولايات المتحدة ودول الخليج لشروط عمل مجحفة وعبودية لإتمام ديونهم.
في يونيو 2016، وفقًا لتقرير الاتجار بالبشر الصادر عن وزارة الخارجية الأمريكية، يتم الاتجار بالبشر في تايلاند بغرض العمل القسري أوالاستغلال الجنسي، ويتم تهريب المواطنين التايلانديين إلى الخارج لنفس الأسباب.

## الاهتمام الدولي
في 5 ديسمبر 2013، سلط تحقيق أجرته صحيفة رويترز انتباه العالم إلى استغلال الروهينغيا. حيث كان الكثير من لاجئي أقلية الروهينغيا الذين فروا من الاضطهاد السياسي في ميانمار عالقين في الهجرة التايلندية أو الأسر الطويل الأمد على طول الشاطئ أو البحار. قام مسؤولو الهجرة التايلانديين الفاسدين بتزويدهم سرا من بورما إلى عصابات الاتجار بالبشر.
تم بيع اللاجئين غير المرغوب فيهم كعبيد، فيما احتجز رهائن اخرون للحصول على فدية، أو قُتلوا بوحشية على طول الحدود الميانمارية أو الماليزية.[بحاجة لمصدر]